# ボルゴサトッロ
ボルゴサトッロ（伊: Borgosatollo）は、イタリア共和国ロンバルディア州ブレシア県にある、人口約9,000人の基礎自治体（コムーネ）。

## 地理

### 位置・広がり

#### 隣接コムーネ
隣接するコムーネは以下の通り。
- ブレシア
- カステネードロ
- ゲーディ
- モンティローネ
- ポンカラーレ
- サン・ゼーノ・ナヴィーリオ

### 地震分類
イタリアの地震リスク階級 (it) では、2 に分類される
。

## 行政

### 分離集落
ボルゴサトッロには、以下の分離集落（フラツィオーネ）がある。
- Gerole, Piffione